# Kieran Doherty

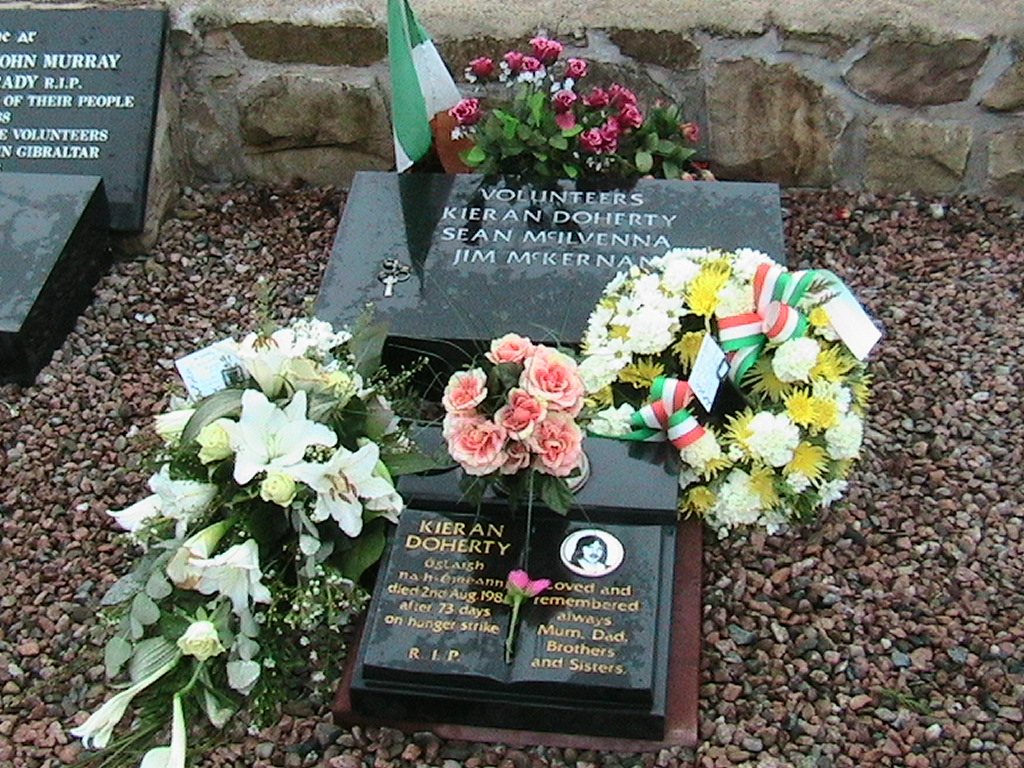
Tomba de Doherty al cementiri de Milltown

Kieran Doherty, també conegut com a «Big Doc», (Belfast, 16 d'octubre de 1955 - presó de Maze, 2 d'agost de 1981) va ser un activista polític republicà irlandès, militant de la Brigada de Belfast de l'Exèrcit Republicà Irlandès Provisional (PIRA). Va morir durant la vaga de fam irlandesa de 1981 a la presó de Maze després de 73 dies. Durant la protesta va ser escollit diputat al Dáil Éireann i va exercir el càrrec en absència des del juny fins a la seva mort, l'agost de 1981.

## Orígens
Doherty va néixer el 16 d'octubre de 1955 la zona d'Andersonstown, a la ciutat de Belfast, del matrimoni format per Alfie Doherty, un negociant de rajoles pel terra, i Margaret, una conversa catòlic d'origen protestant, els quals van tenir quatre nens i dos nenes: Michael, Terence, Keiran, Roisin, Mairead i Brendan, per ordre cronològic. Es va formar a l'escola primària St. Theresa i a l'escola secundària dels Germans Cristians de Glen Road (CBS) fins als 16 anys. Els seu germans van ser ciclistes, i esportistes en general, coneguts a la zona. Ell mateix va guanyar l'any 1971 una medalla Antrim de futbol gaèlic a un nivell menor. Aquell mateix any es va unir al Fianna Éireann i va ser internat pel govern britànic entre febrer de 1973 i novembre de 1975. Els seus germans grans, Michael i Terence, van ser internats entre 1972 i 1974, a l'edat de 28 i 27 anys, respectivament. Doherty va treballar com a aprenent d'enginyer de calefacció. La seva xicota, Geraldine Scheiss, tot i que mai no es van comprometre formalment, van estrènyer molts llaços al final de la seva vida. Abans de la seva detenció, ella ni tan sols sabia que ell era membre de l'IRA Provisional.

## Activitat armada
L'agost de 1976, es trobava esperant dins d'una furgoneta per a col·locar una bomba prop de la Balmoral Avenue de Belfast quan la Royal Ulster Constabulary (RUC) va començar a empaitar el vehicle. Durant la persecució, va aconseguir deixar la furgoneta i segrestar un cotxe. Més tard, va deixar el cotxe alguns carrers més enllà i se'l va acabar detenint a una milla de distància del cotxe. En el judici, va ser condemnat a 18 anys de presó per tinença d'armes de foc i explosius, i quatre anys més pel segrest del cotxe.

## Vaga de fam
El 22 de maig es va unir a la vaga de fam irlandesa de 1981 a la presó de Maze (coneguda pels republicans com a Long Kesh). El 2 d'agost de 1981 va morir d'inanició, als 25 anys, després de 73 dies en vaga de fam, el període més llarg dels vaguistes de fam del 1981, i només un dia menys que la de Terence MacSwiney.

## Diputat electe
Mentre realitzava la vaga de fam, va ser escollit diputat (TD) per la candidatura Anti H-Block a la circumscripció de Cavan-Monaghan de les eleccions al Dáil Éireann de 1981, que es van celebrar l'11 de juny a la República d'Irlanda. Va rebre 9.121 (15,1%) vots com a primera preferència i va ser elegit en el quart compte. Doherty és el diputat de Dáil que més ha servit mai, després d’haver exercit com a TD durant dos mesos. Els dos escons obtinguts pels candidats Anti H-Block van negar al president de la república (Taoiseach) Charles Haughey la possibilitat de formar govern, i el 22è parlament electe va veure com un govern de coalició Fine Gael-Partit Laborista arribava al càrrec, amb Garret FitzGerald com a màxim representant.

## Llegat
Al Memorial dels Màrtirs Irlandesos del cementiri de Waverley, a la ciutat australiana de Sydney, hi ha una llosa a la seva memòria. L'octubre del 2016 el Sinn Féin va estrenar un mural al seu honor a la Leinster House de Dublín.